# Cự đà biển
Giông mào biển có tên thường gọi là Cự đà biển hay Cự đà biển Galapagos (danh pháp hai phần: Amblyrhynchus cristatus) là một loài thằn lằn trong họ Iguanidae. Loài này được Bell mô tả khoa học đầu tiên năm 1825. Chúng là loài bò sát biển chỉ tìm thấy ở quần đảo Galápagos, ngoài khơi bờ biển Ecuador. Đây là loài bò sát thuộc thằn lằn duy nhất sống và tìm kiếm thức ăn ở biển. Môi trường sinh sống của chúng là khu vực bãi đá bờ biển và đôi khi là khu vực đầm lầy và rừng ngập mặn ven biển trên hầu hết tất cả các đảo thuộc Galapagos.

## Phân loại và tiến hóa

### Từ nguyên
Tên chi của nó Amblyrhynchus, là sự kết hợp của hai từ trong tiếng Hy Lạp, là Ambly bắt nguồn từ Amblus (ἀμβλυ) có nghĩa là "cùn" và rhynchus (ρυγχος) có nghĩa là "mõm". Còn tên Latin, từ cristatus có nghĩa là "mào", để đề cập đến những chiếc gai dọc theo lưng của chúng.
Amblyrhynchus là một chi đơn loài, với một loài duy nhất Amblyrhynchus cristatus.

### Tiến hóa
Các nhà nghiên cứu đưa ra giả thuyết rằng cự đà đất (kỳ nhông) và cự đà biển đã tiến hóa từ một tổ tiên chung kể từ khi đến các hòn đảo từ Nam Mỹ, có thể là do chúng trôi trên những bè ra đảo. Nhưng giả thuyết hợp lý nhất có lẽ là việc chúng sinh sống gần những núi lửa trên quần đảo này, quá trình kiến tạo địa chất khiến nước biển dâng cao, các núi lửa trở thành các hòn đảo, vì thế chúng đã phải thích nghi với cuộc sống khắc nghiệt nơi đây bằng cách tiến hóa.

### Phân loài
Các phân loài của cự đà biển Galapagos dựa theo hình dáng, màu sắc của chúng được phân thành 7 phân loài cự đà biển bao gồm:
- A. c. albemarlensis Eibl-Eibesfeldt (1962) – Đảo Isabela
- A. c. cristatus Bell (1825) – Đảo Fernandina
- A. c. hassi Eibl-Eibesfeldt, (1962) – Đảo Santa Cruz
- A. c. mertensi Eibl-Eibesfeldt, (1962) – Đảo San Cristóbal và Santiago
- A. c. nanus Garman, (1892) – Đảo Genovesa
- A. c. sielmanni Eibl-Eibesfeldt, (1962) – Đảo Pinta
- A. c. venustissimus Eibl-Eibesfeldt, (1956) – Đảo Española

Năm 2017, một bản xem xét lại về mặt phân loại toàn diện đầu tiên của loài trong vòng hơn 50 năm mang tới một kết quả khác dựa trên các bằng chứng hình thái học và di truyền học, bao gồm cả việc công nhận năm phân loài mới (ba trong số này là các quần thể trên đảo nhỏ trước đây không được chia vào bất cứ phân loài nào):
- A. c. cristatus Bell, 1825 (albermarlensis và ater là danh pháp đồng nghĩa cấp dưới) – Đảo Isabela và Fernandina
- A. c. godzilla  Miralles et al., 2017 – phần phía đông bắc của Đảo San Cristóbal
- A. c. hassi Eibl-Eibesfeldt, 1962 – Đảo Santa Cruz và các đảo phụ cận nhỏ hơn ví dụ như Baltra
- A. c. hayampi  Miralles et al., 2017 – Đảo Marchena
- A. c. jeffreysi  Miralles et al., 2017 – Wolf, Darwin và quần đảo Roca Redonda
- A. c. mertensi Eibl-Eibesfeldt, 1962 – phần phía tây nam của Đảo San Cristóbal
- A. c. nanus Garman, 1892 – Đảo Genovesa
- A. c. sielmanni Eibl-Eibesfeldt, 1962 – Đảo Pinta
- A. c. trillmichi  Miralles et al., 2017 – Đảo Santa Fé
- A. c. venustissimus Eibl-Eibesfeldt, 1956 – Đảo Española (bao gồm ca Đảo Gardener nhỏ phụ cận) và Floreana
- A. c. wikelskii  Miralles et al., 2017 – Đảo Santiago và các đảo gần đó nhỏ hơn như là Rábida

## Mô tả

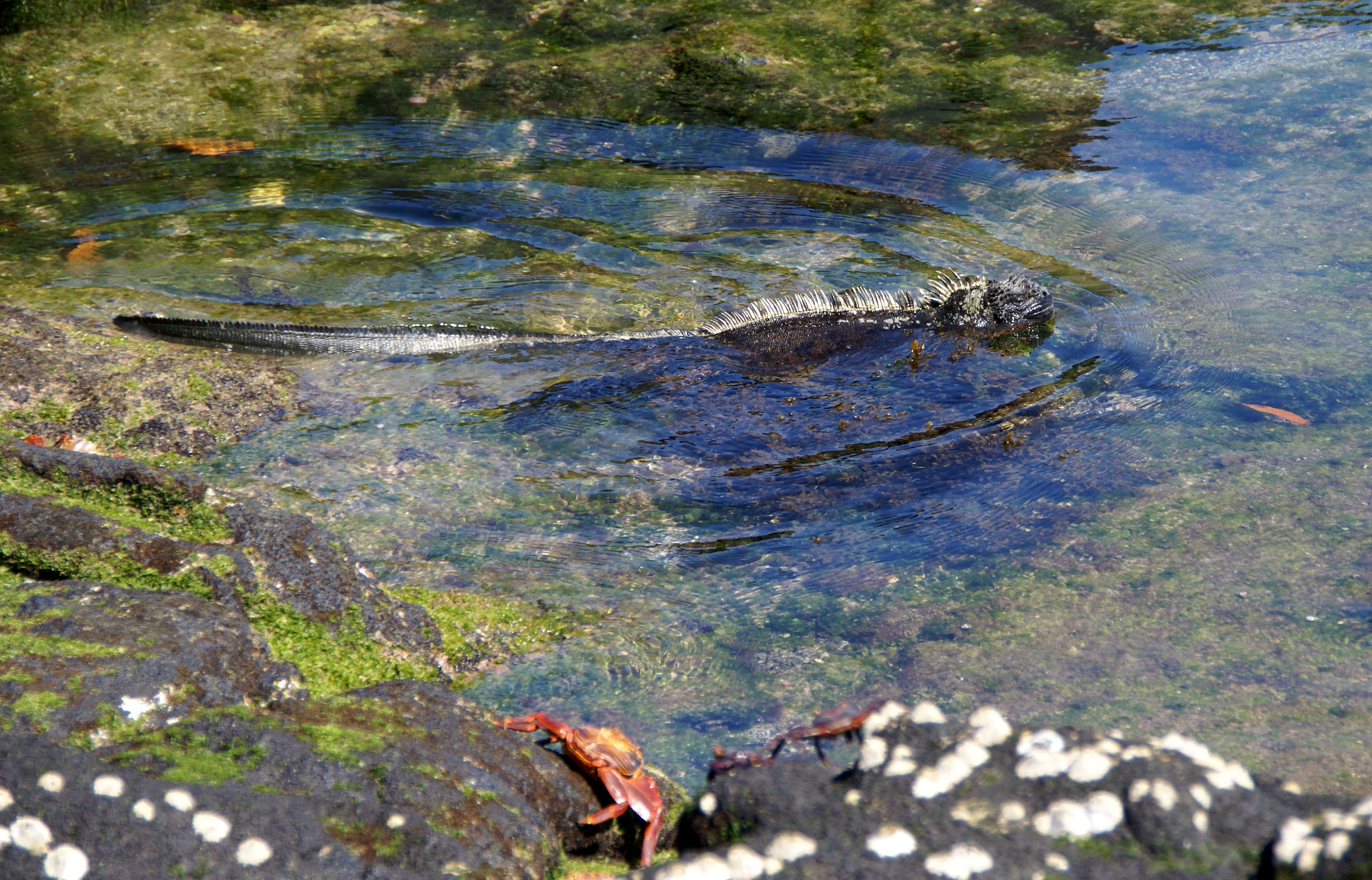
Một con cự đà biển đang bơi

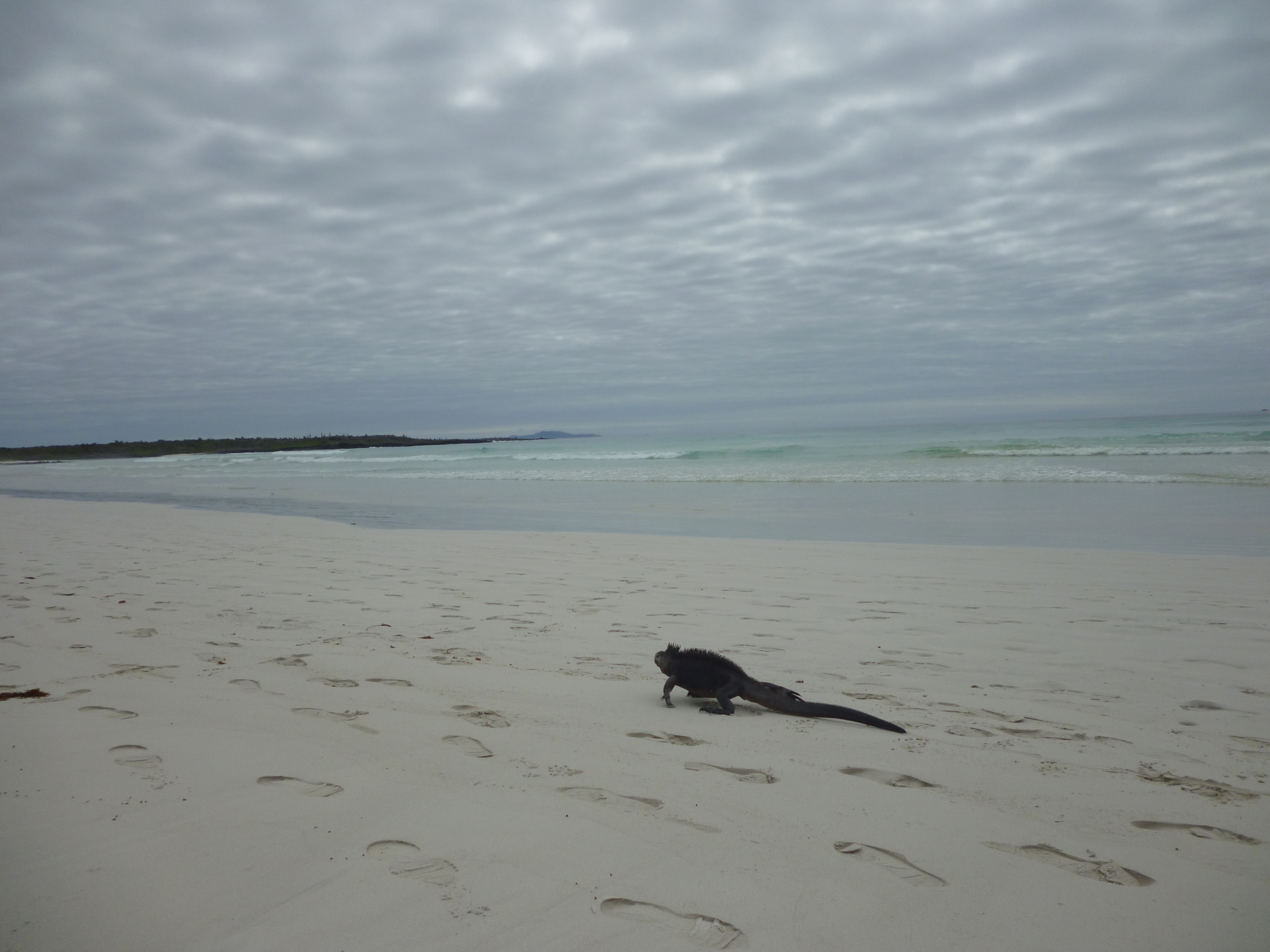
Cự đà biển di chuyển trên bãi biển của Vịnh Tortuga đảo Santa Cruz.

Charles Darwin trong chuyến viếng thăm quần đảo đã từng miêu tả loài cự đà biển như những "Con quỷ bóng tối" trên các bãi biển.
Trên thực tế, loài cự đà biển không phải là luôn có màu đen. Những con non có màu nhạt và sọc trên lưng còn một số con trưởng thành có màu xám, thay đổi màu sắc theo mùa. Với những màu tối sẽ giúp cự đà biển nhanh chóng hấp thụ nhiệt để giảm thiểu thời gian hôn mê sau khi ngoi lên khỏi mặt nước mỗi lần kiếm ăn.
Trong mùa sinh sản, con đực (trên các hòn đảo phía Nam: Española, Floreana và các đảo nhỏ lân cận) có sự đa dạng màu sắc nhất với đỏ, xanh lá, trong khi tại đảo Santa Cruz là sắc đỏ gạch và đen, còn đảo Fernandina là màu đỏ gạch và xanh lục xỉn.
Một sự khác biệt giữa các loài cự đà biển là về kích thước tùy thuộc vào nơi sinh sống của chúng. Cự đà sống trên các hòn đảo Fernandina và Isabela là lớn nhất hơn bất cứ nơi nào khác trong Galápagos. Còn cự đà nhỏ nhất được tìm thấy trên đảo Genovesa.
Con đực trưởng thành có chiều dài 1,7 m, nặng 15 kg, trong khi con cái chỉ dài từ 0,6–1 m.
Cự đà biển nói chung là ít nhanh nhẹn trên mặt đất, nhưng là "vận động viên" bơi lội giỏi nhờ chiều dài cùng với vây lưng và đuôi. Trong khi đó, các móng vuốt của chúng rất dài và sắc nhọn, cho phép nó bám chặt vào đá trước những con sóng mạnh của vùng biển Thái Bình Dương.
Thức ăn chính của nó bao gồm rong biển và tảo bám trên các mỏm đá và dưới những vùng biển nông. Cự đà biển có mõm phẳng và hàm răng sắc nhọn cho phép nó ăn được những mảng tảo bám chặt vào đá. Tuyến mũi của chúng có khả năng lọc bớt lượng muối trong máu và đảo thải thông qua mũi, vì thế nên mặt của chúng có thể thấy nhiều những tinh thể trắng.

## Hành vi
Do là loài bò sát kiểm soát thân nhiệt kém, nên cự đà biển chỉ có khả năng lặn dưới nước trong một khoảng thời gian nhất định thường kéo dài đến tối đa 30 phút. Sau đó nó sẽ ngoi lên và sưởi ấm cơ thể nhờ ánh nắng mặt trời, lúc này khiến nó nguy hiểm hơn bao giờ hết đến từ các loài động vật ăn thịt. Mỗi khi kiếm ăn ở khu vực có sóng lớn, cự đà biển thường ăn trong khi sóng biển chưa vào bờ và di chuyển nhanh lên trên và bám chặt vào các mỏm đá để tránh sự va đập có thể khiến nó bị văng ra biển.
Trong mùa sinh sản, cự đà biển di chuyển vào những vùng đất cát mềm hơn, ít sóng hơn. Chúng làm những cái tổ bằng cách đào bới sâu xuống dưới đất.
Những nghiên cứu cho thấy, khi những thiên tai như bão nhiệt đới xảy ra nhiều khiến lượng thức ăn của chúng giảm trong vòng 2 năm thì chiều dài của cơ thể cự đà biển cũng giảm đi khoảng 20%. Người ta cho rằng nguyên nhân có thể là do sự có rút của các mô liên kết và do một loại hoocmôn được chúng tiết ra làm giảm kích thước của xương.
Chính điều này khiến tỉ lệ cự đà biển chết nhiều hơn bởi sẽ làm giảm thời gian lặn kiếm ăn dưới nước và giảm khả năng làm ấm cơ thể của chúng.

## Bảo tồn
Đây là loài dễ bị tổn thương của IUCN, được liệt kê trong Phụ lục II của Công ước CITES, được bảo vệ theo luật pháp của Ecuador. Hiện nay, chúng còn khoảng ít nhất 50.000 cá thể sinh sống trên các đảo của Galapagos. Chúng bị đe dọa bởi hiện tượng El Nino khiến lượng thức ăn bị giảm sút, cùng với đó là các động vật ăn thịt bao gồm chó, mèo, chim ưng...

## Hình ảnh

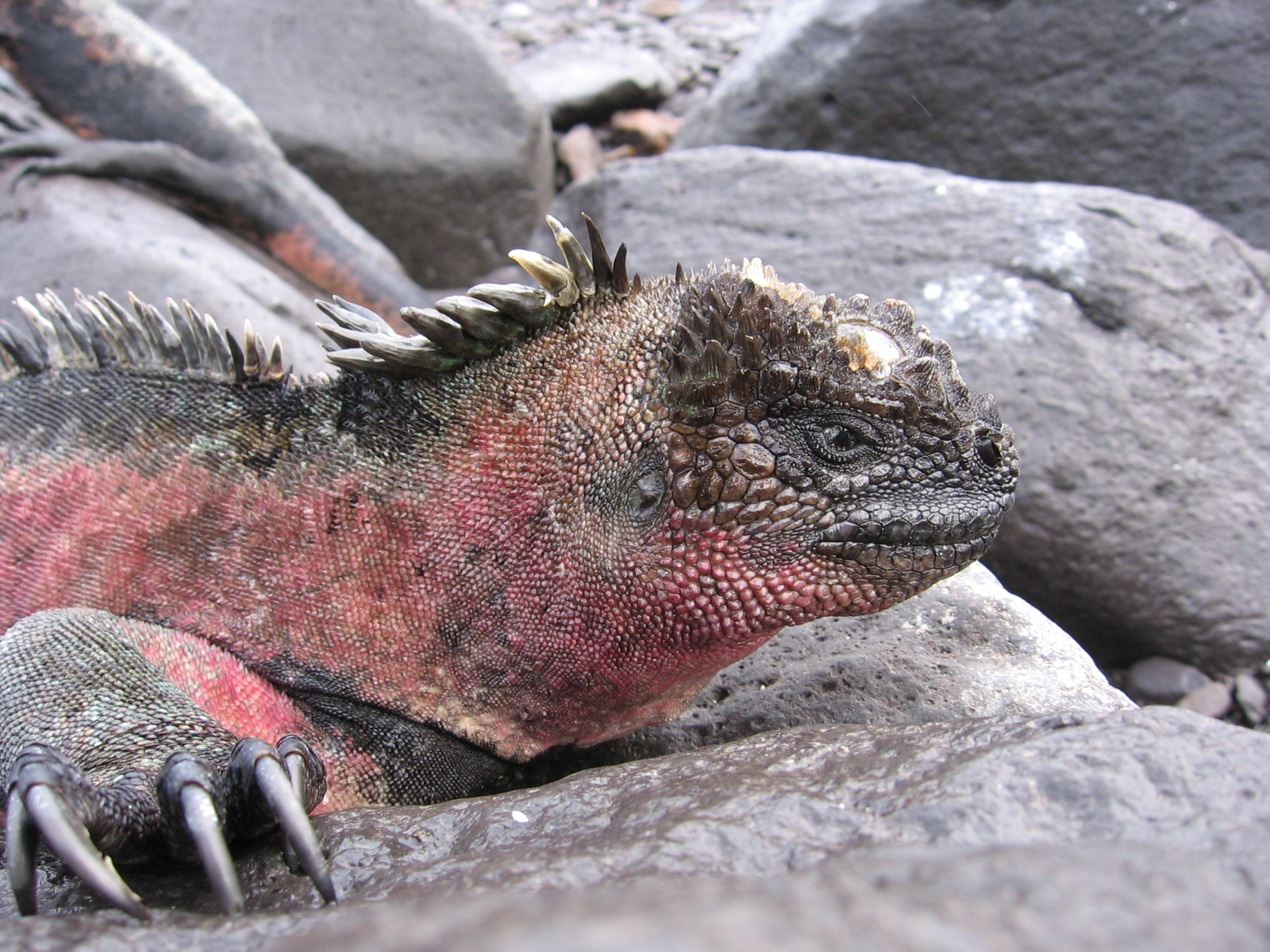
Một con cự đà đực đầy màu sắc
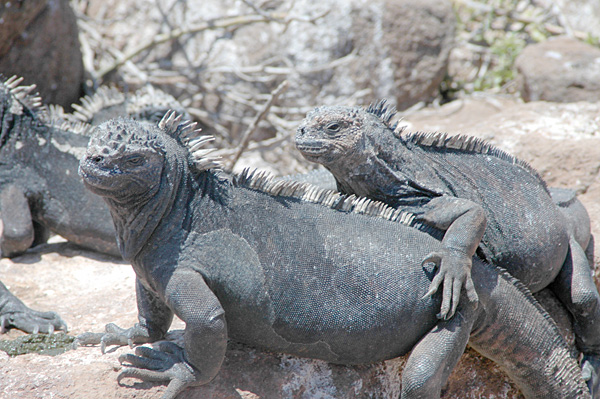
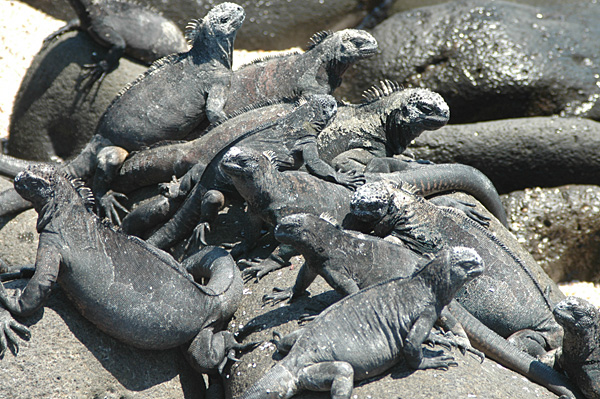
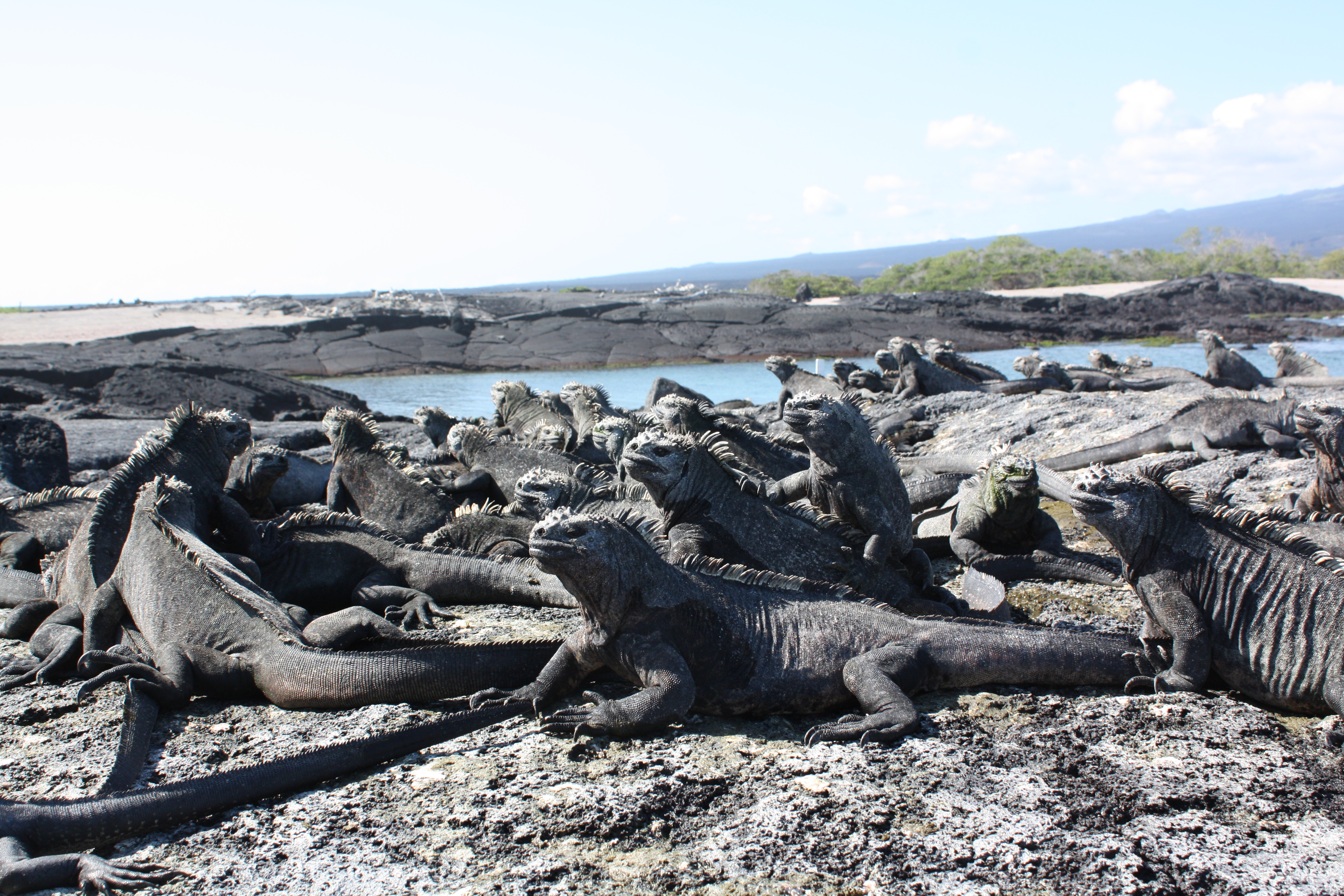
Cự đà biển trên đảo Fernandina
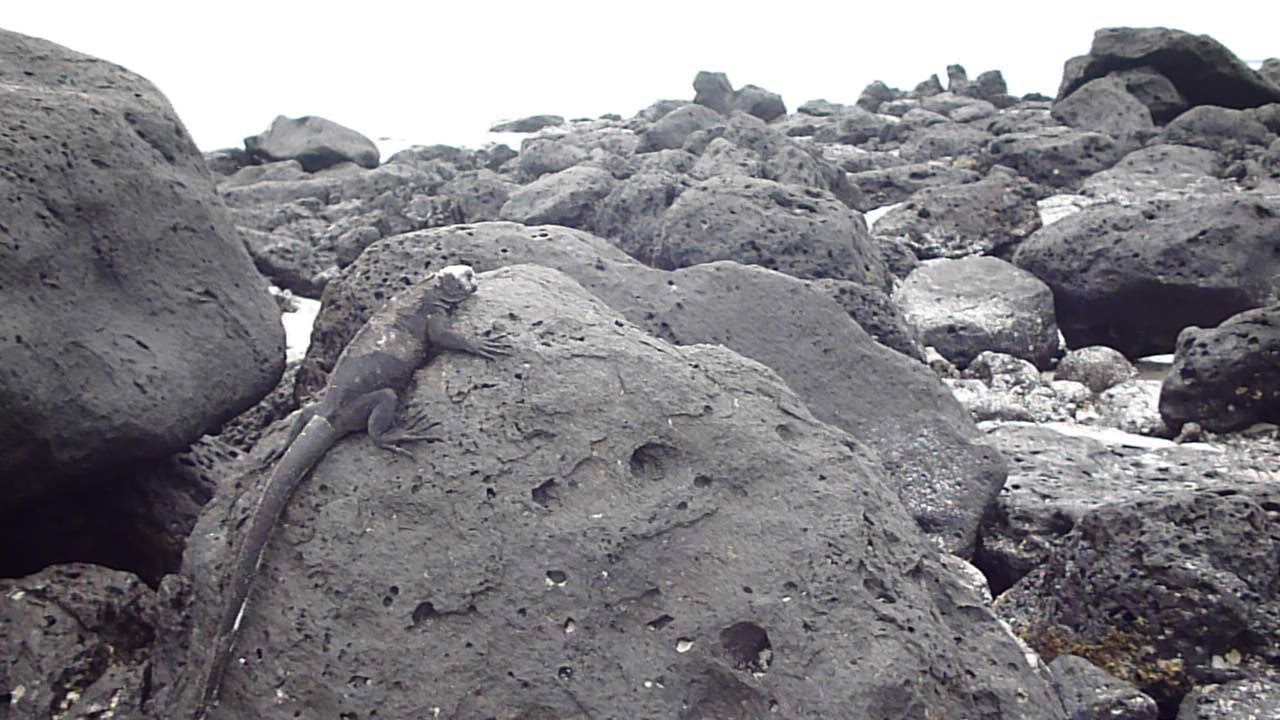
(Amblyrhynchus cristatus) Đảo Santa Cruz (Quần đảo Galápagos)
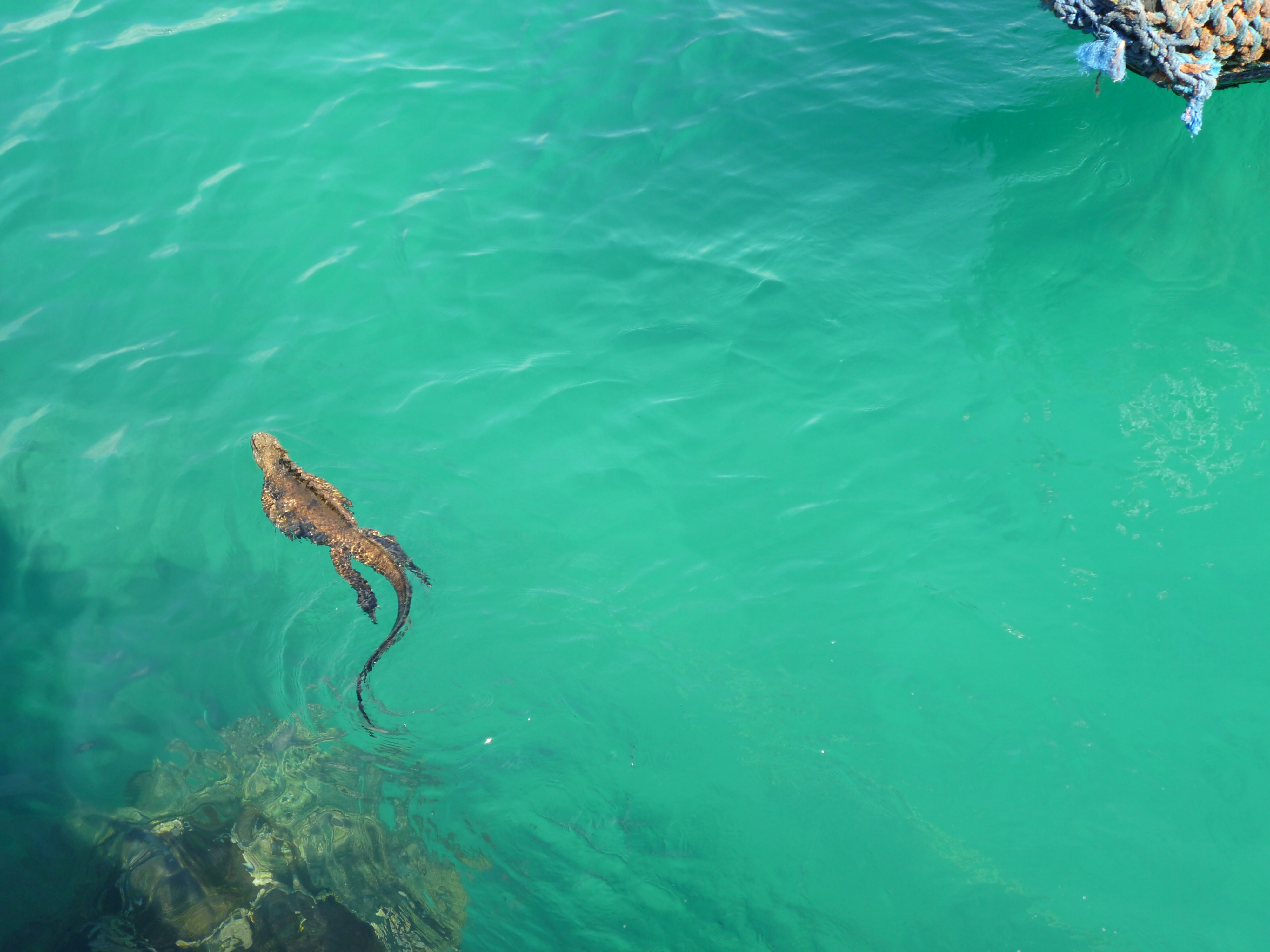
(Amblyrhynchus cristatus) Đảo Santa Cruz (Quần đảo Galápagos)
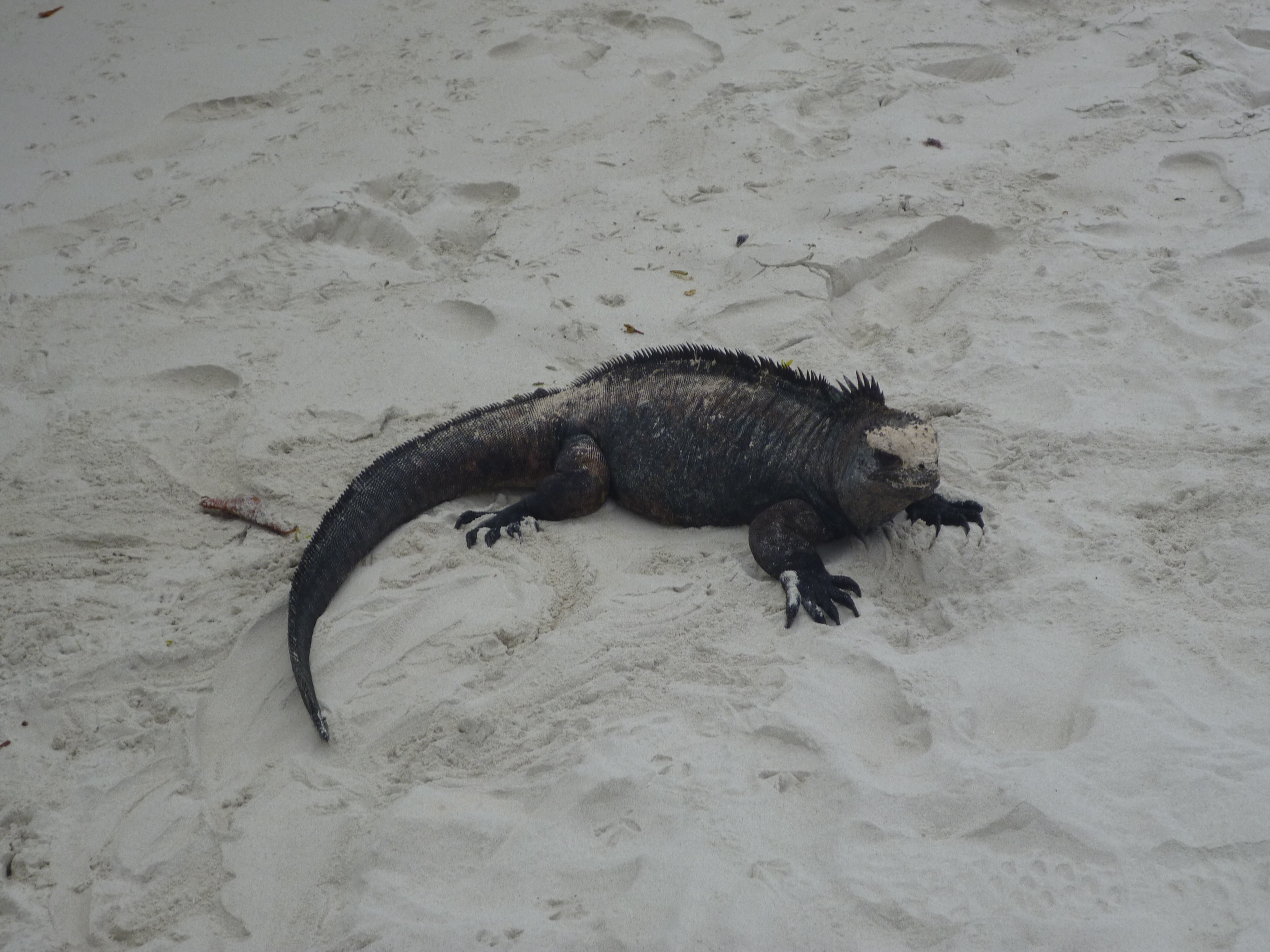
(Amblyrhynchus cristatus) Đảo Santa Cruz (Quần đảo Galápagos)
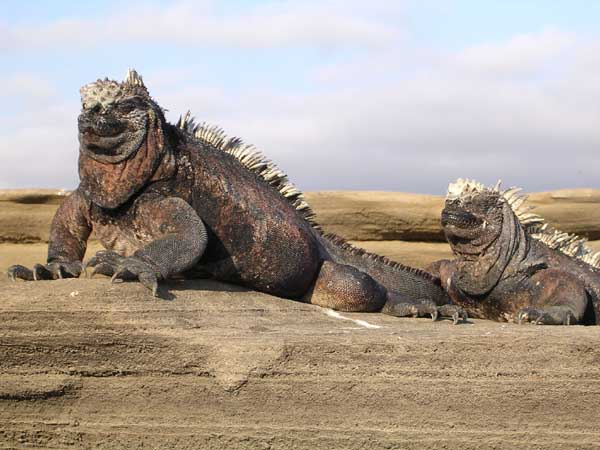
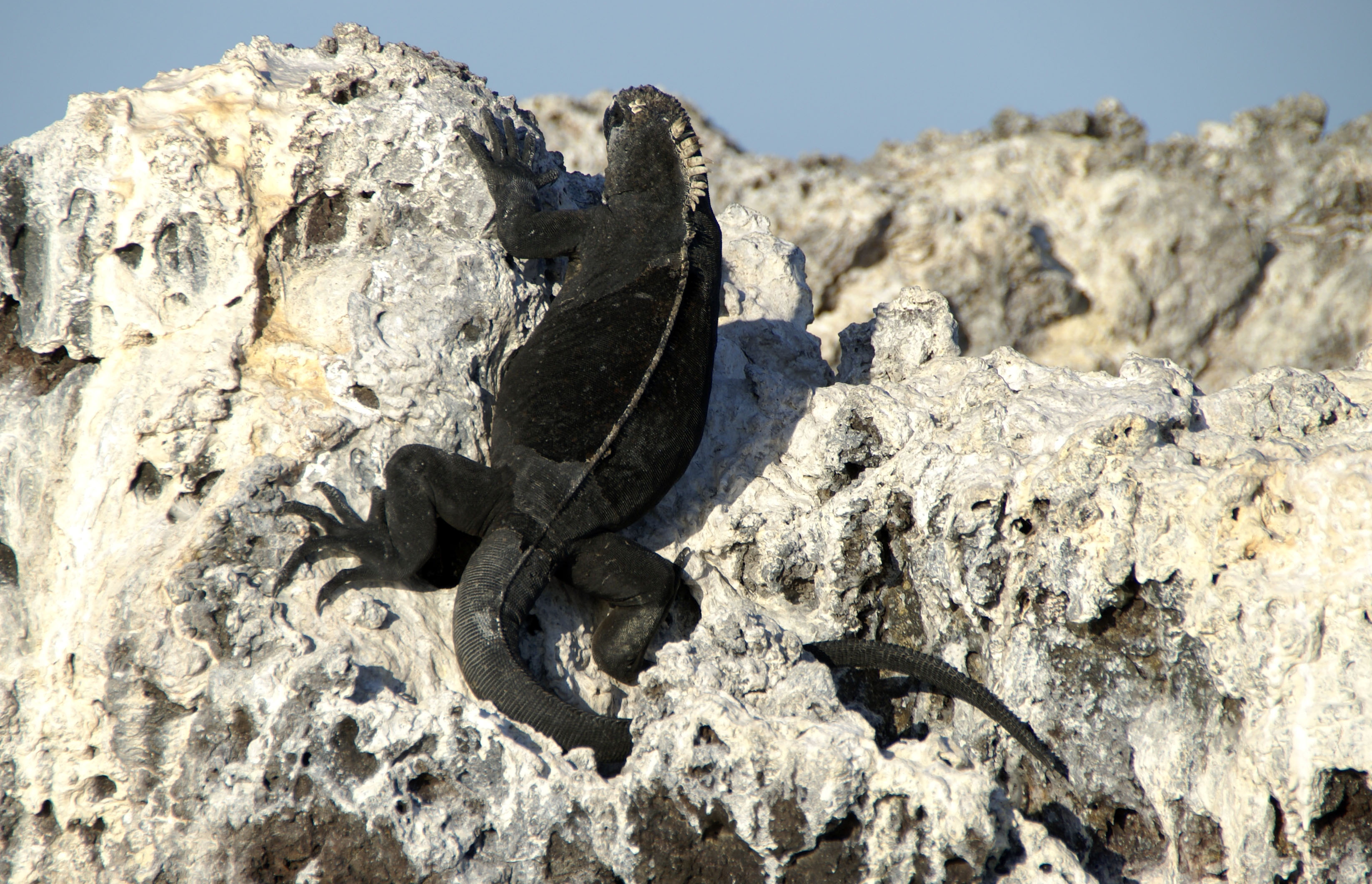
A. c. albemarlensis
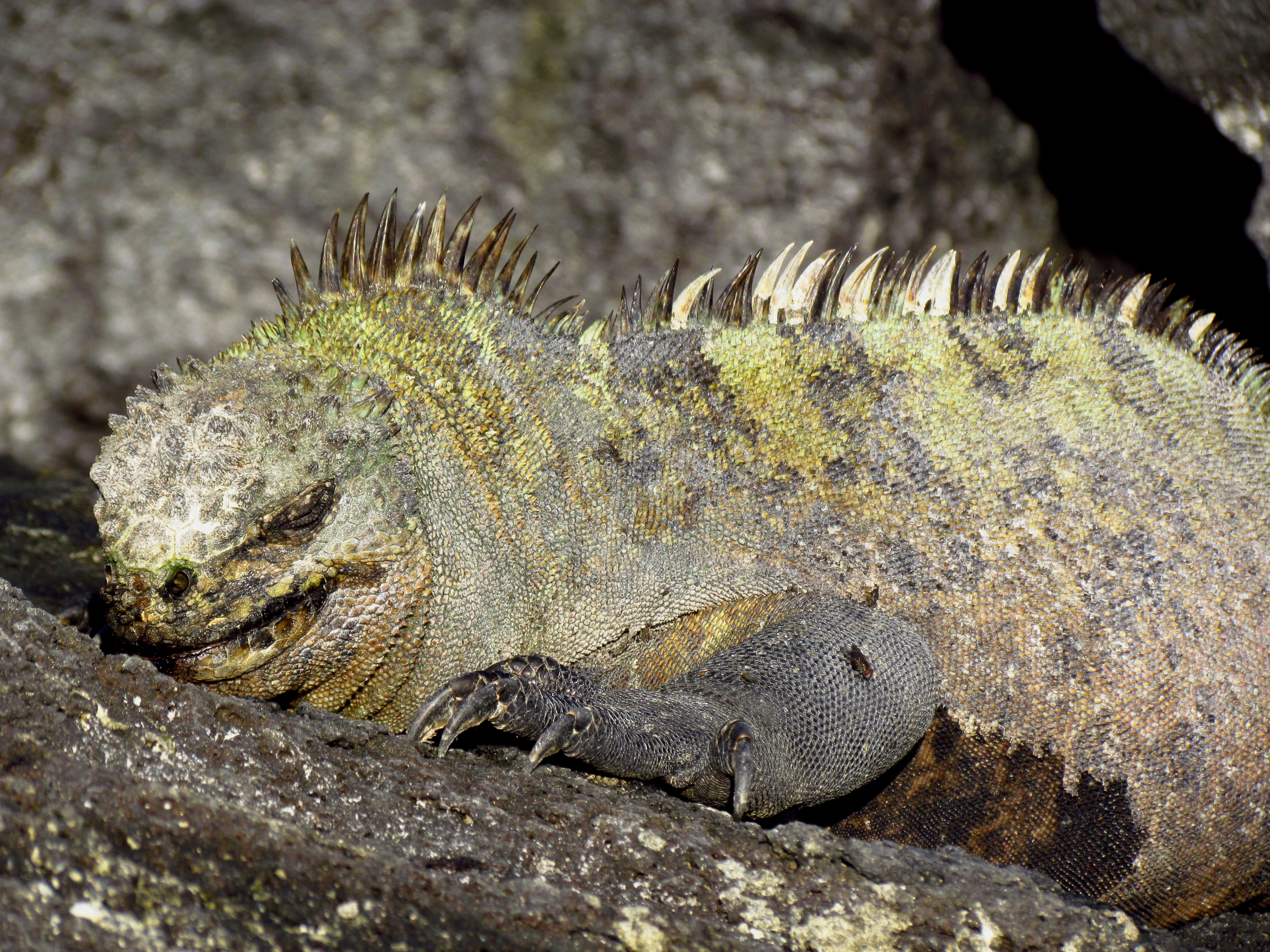
A. c. cristatus
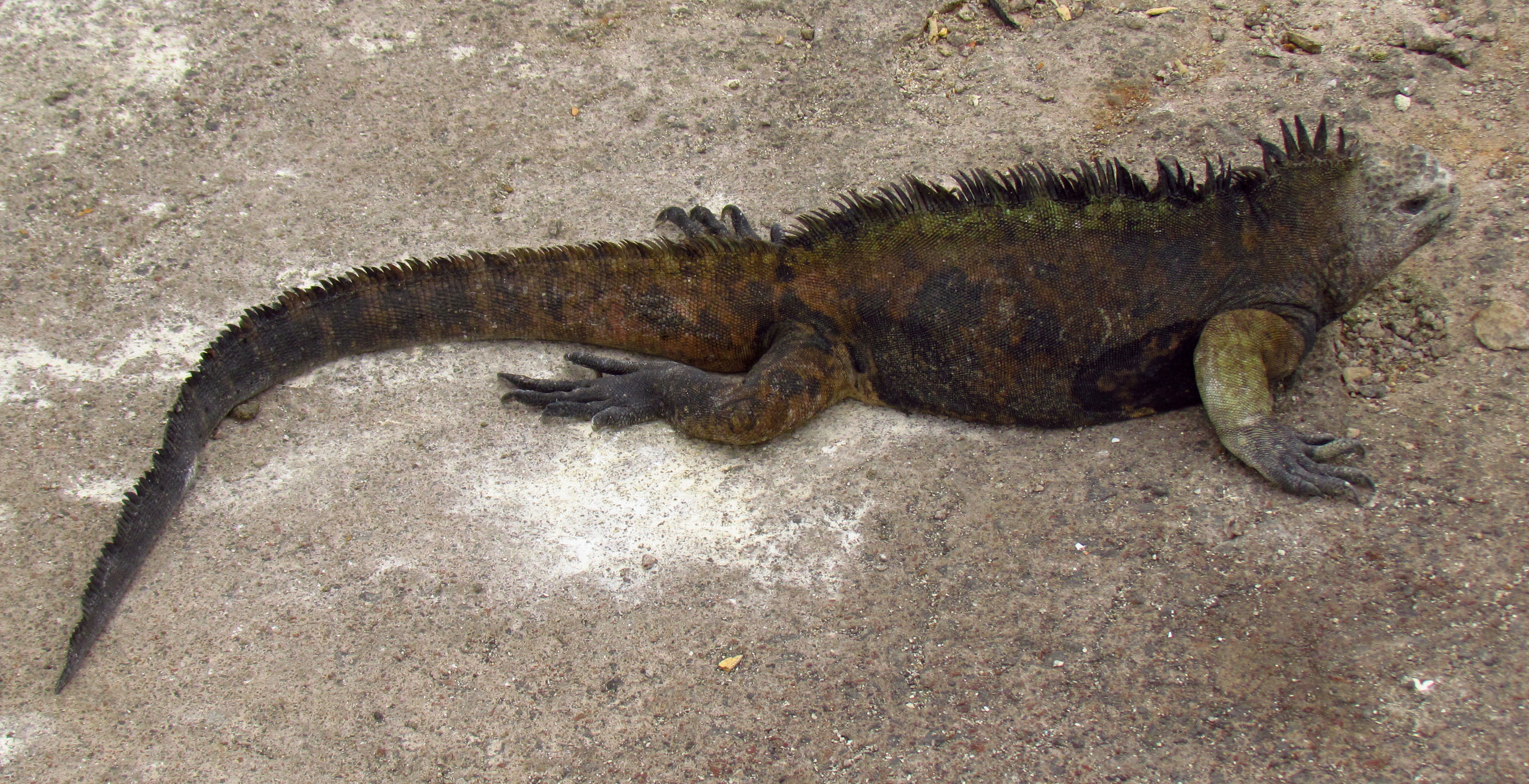
A. c. hassi
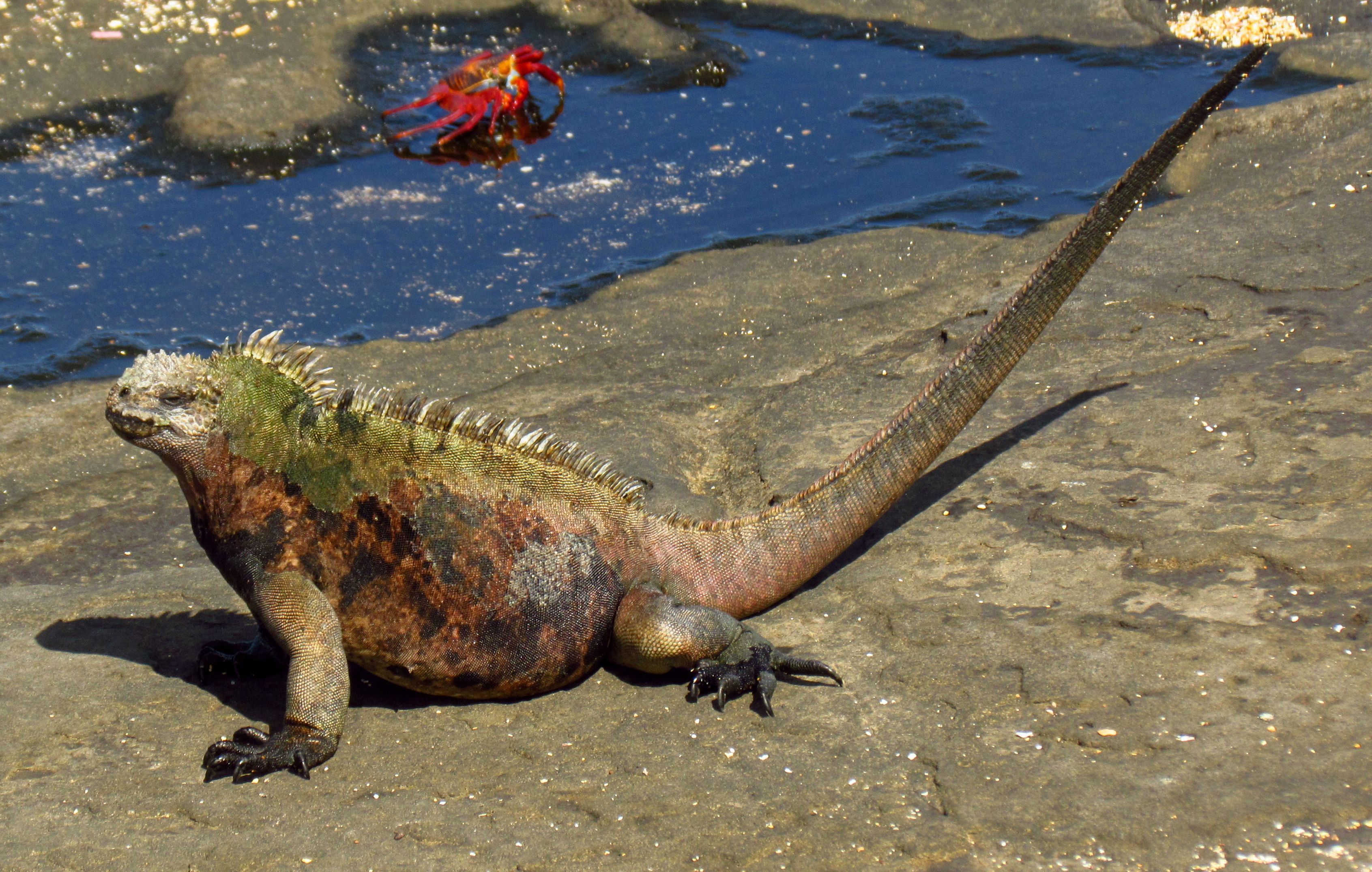
A. c. mertensi
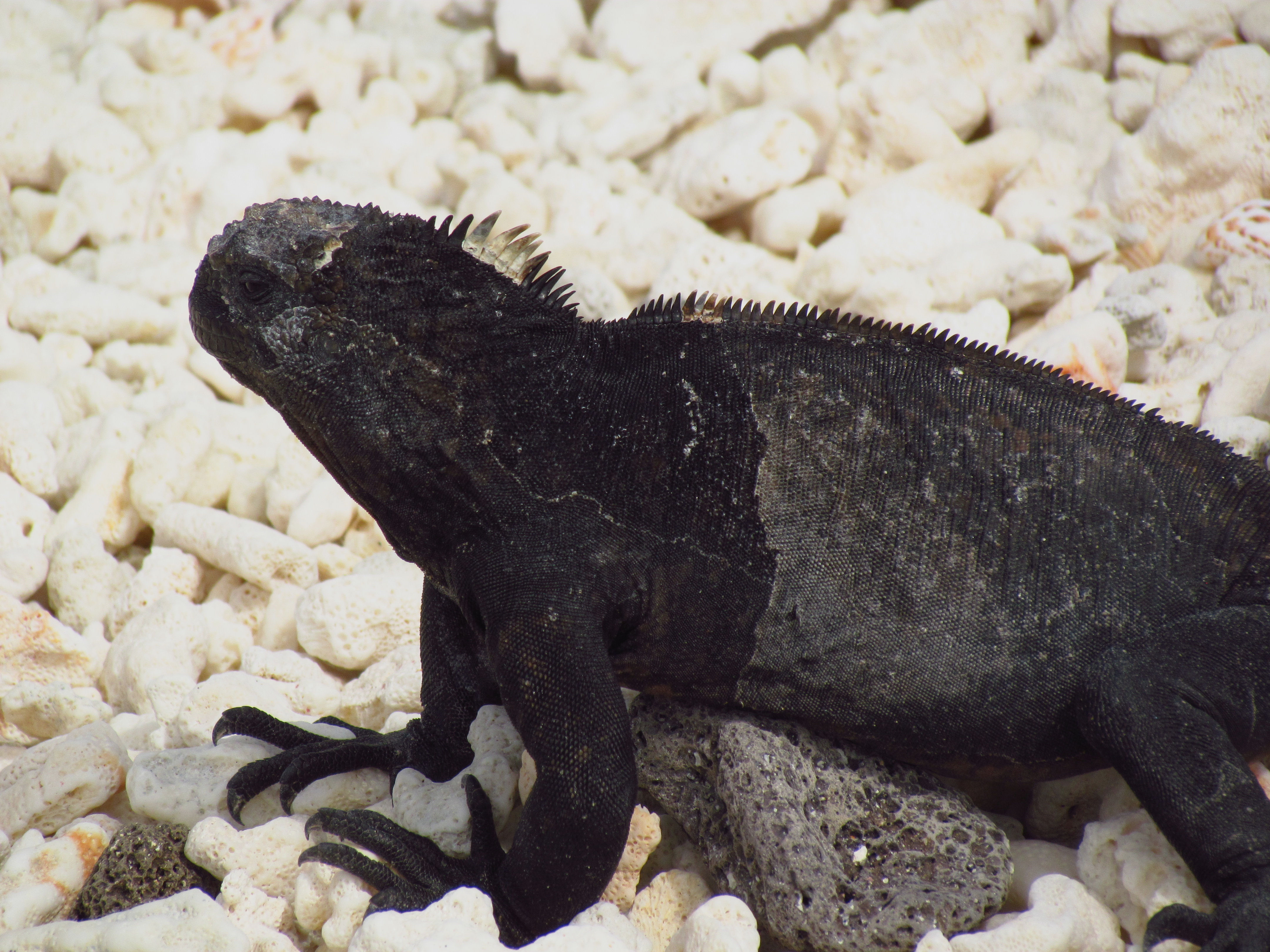
A. c. nanus
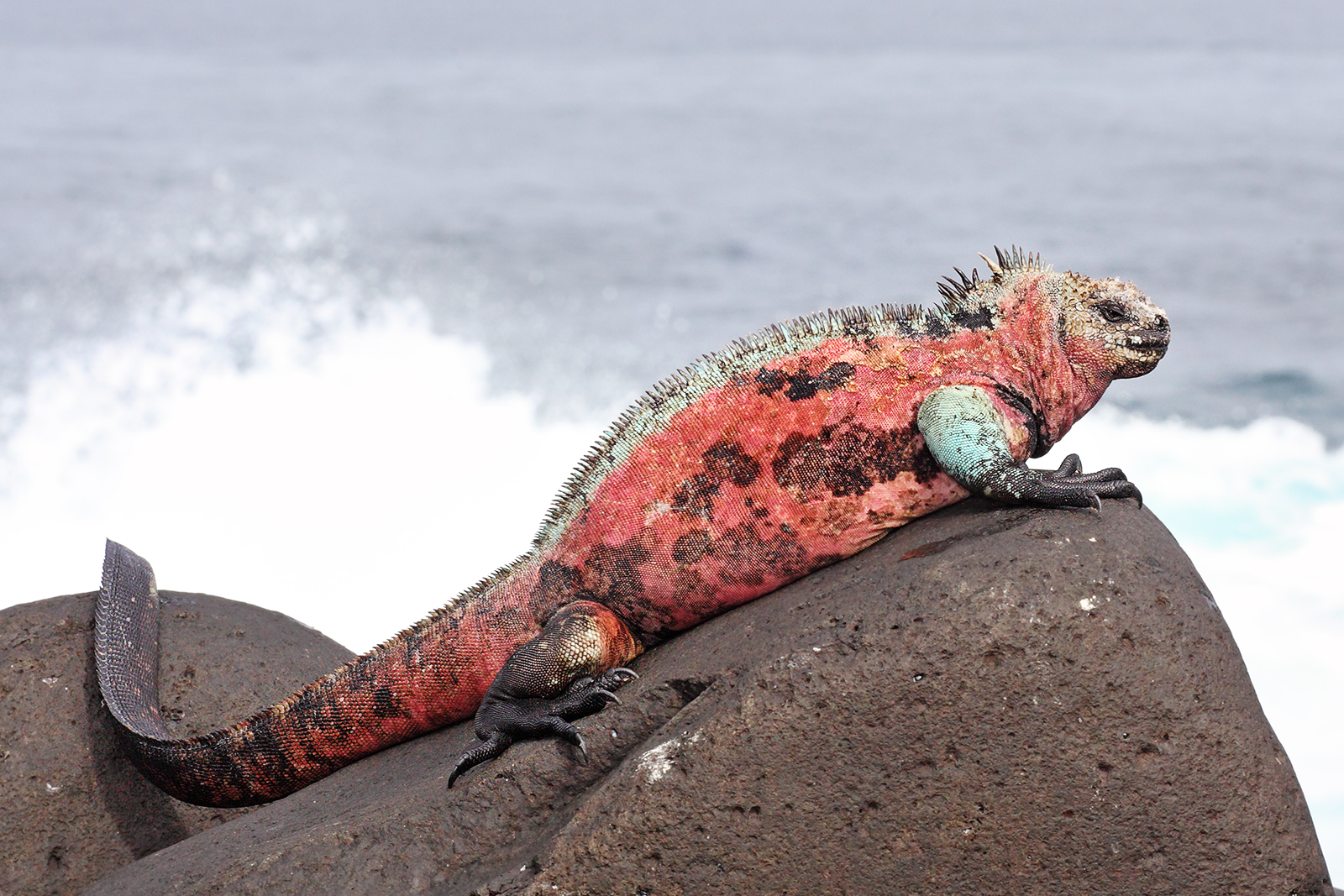
A. c. venustissimus